# Kujawischer Bote
Der Kujawische Bote (polnisch Goniec Kujawski) war von 1874 bis 1945 eine deutschsprachige Tageszeitung in Inowrazlaw (Hohensalza). Der Name leitete sich von der historischen Region Kujawien ab, deren nördlicher Teil zur preußischen Provinz Westpreußen gehörte. Unter Beibehaltung der Jahrgangszählung erfolgte 1940 eine kurzlebige Umbenennung in Hohensalzaer Zeitung.

## Geschichte

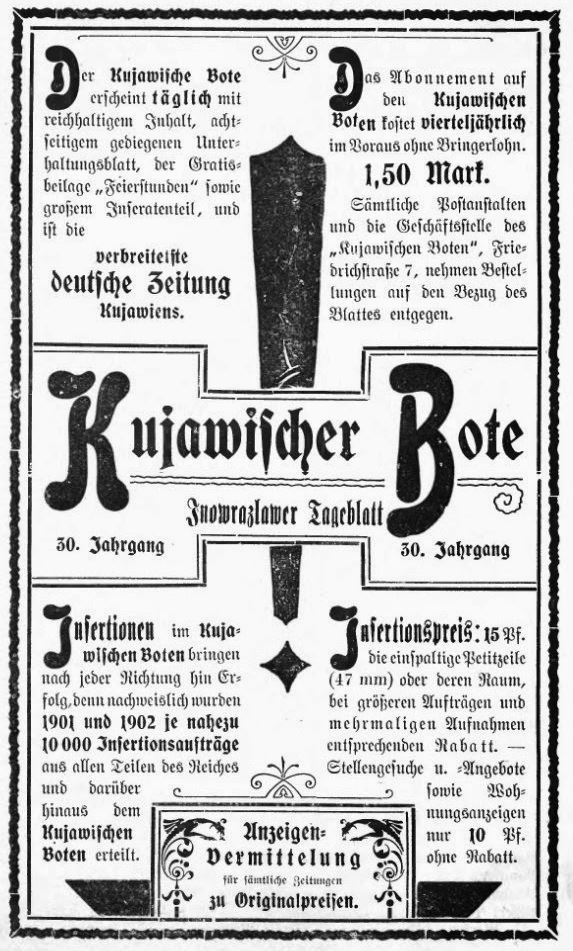
Werbung Kujawischer Bote, 1903

Kujawien ist eine sehr fruchtbare und historische Region zwischen Weichsel und Netze, deren nördlicher Teil ab 1772 als Netzedistrikt zur preußischen Provinz Westpreußen gehörte. Das Gebiet hatte seit dem Mittelalter einen hohen deutschen Bevölkerungsanteil (Kujawiendeutsche genannt), der ab 1919 stark zurückging. Zu dem Distrikt zählte der Landkreis Inowrazlaw (von 1904 bis 1919 Kreis Hohensalza) mit der Regierungs- und Kreisstadt Inowrazlaw. Am 5. Dezember 1904 erhielt die Stadt den Namen Hohensalza, ab dem 1. Januar 1920 polnisch Inowrocław, ab dem 11. September 1939 wieder Hohensalza, und seit Ende des Zweiten Weltkriegs erneut Inowrocław.

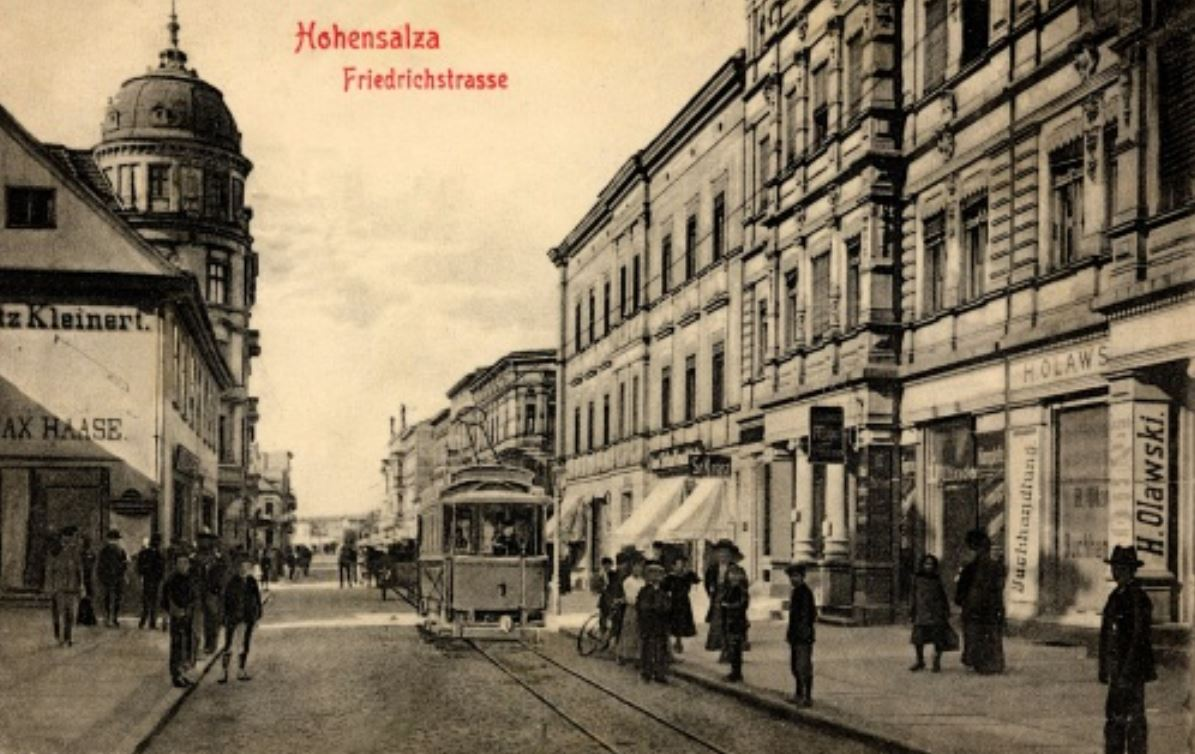
Hohensalzaer Friedrichstraße um 1904; rechts im Bild die Buchhandlung von Heinrich Olawski

Am 17. November 1868 eröffnete der aus Schlesien stammende deutsche Lithograf Heinrich Olawski (* 1840; † 1922) in Inowrazlaw in der Friedrichstraße 30a (heute ul. Królowej Jadwigi) eine Buch-, Kunst- und Musikalienhandlung nebst Druckerei. Nach der Ausgabe mehrerer Nullnummern im Jahr 1873 gab er ab dem 1. Januar 1874 den deutschsprachigen Kujawischen Boten mit dem Untertitel Tageblatt für Stadt und Land heraus, die erste Zeitung in Inowrazlaw. Zunächst erschien das Blatt wöchentlich dreimal, jedoch bereits ab 1875 täglich.
1896 folgte die Gründung der Kujawischer Bote Druckerei und Verlag GmbH und die Verlegung des Geschäftsitzes in die Friedrichstraße 7. Gedruckt und vertrieben wurden fortan auch andere regionale Zeitungen, Bücher von Vereinen und Schulen, Chroniken, beispielsweise von Inowrazlaw, Strelno, Kruschwitz und Argenau. Ab 1897 trug der Kujawische Bote den Untertitel Inowrazlawer Tageblatt beziehungsweise ab 1905 Hohensalzaer Tageblatt.
Nach der Abtretung Westpreußens an Polen entwickelte sich das Blatt zu einem Sprachrohr der Kujawiendeutschen. Mit finanzieller Unterstützung des Deutschtumsbundes zur Wahrung der Minderheitenrechte erschien die Zeitung ab 1922 mit dem Untertitel Deutsche Volkszeitung für Westpolen. Wie alle deutschsprachigen Zeitungen unterlag der Kujawische Bote in der Folgezeit einer strengen polnischen Zensur.
Die Anzahl der Deutschen im nunmehr Powiat Inowrocławski genannten Landkreis fiel bis zum Jahr 1921 auf 12.333 und bis zum Ende der 1930er Jahre auf 8.455. Damit belief sich der Prozentsatz der deutschen Bevölkerung in diesem Gebiet auf rund 11,5 Prozent. In Inowrocław selbst besaßen die Polen ein noch deutlicheres Übergewicht: 1939 waren von den 40.520 Einwohnern 39.391 polnisch, 965 deutsch und 173 jüdisch. Vor diesem Hintergrund lag die Auflage der Zeitung von Mitte der 1920er Jahre bis September 1939 bei lediglich 2500 Exemplaren, wobei sich die Reichweite nahezu ausschließlich auf den nördlichen Teil Kujawiens erstreckte. Hauptschriftleiter während dieser Zeit waren Hugo Kuss und Gustav Wagorwski.
Um den Strom der aus Polen fliehenden deutschen Bevölkerung zu stoppen, verfolgte die deutsche Politik bereits unter Gustav Stresemann das Ziel, die deutschen Minderheiten vom Verbleib in Polen zu überzeugen, aber auch um sie als Hebel für künftige Grenzrevisionen benutzen zu können. Vor diesem Hintergrund war spätestens ab 1923 an der Kujawischer Bote Druckerei und Verlag GmbH die Konkordia Literarische Gesellschaft mbh beteiligt, ein deutsches Tarnunternehmen, geschaffen von Max Winkler, der als Wirtschaftsberater den Regierungen in der Weimarer Republik, im Dritten Reich und in der Bundesrepublik bei der Verschleierung von staatlichen Zeitungsbeteiligungen zu Diensten stand. Beginnend ab 1920 bis September 1939 erhielten grundsätzlich alle deutschsprachigen Zeitungen in Polen über die Konkordia Literarische Gesellschaft mbh Subventionen.
Winkler sagte nach dem Krieg aus: „Von Riga bis Konstantinopel habe ich alles, was deutsch gedruckt war, mit der Zeit in die Hand bekommen.“ Tatsächlich hätte sich ohne die finanzielle Förderung des Auswärtigen Amtes keine einzige deutschsprachige Zeitung in Polen wirtschaftlich selbst tragen können. Bemerkenswert ist, dass der Kujawische Bote in der Zwischenkriegszeit politisch dem linken Spektrum nahe stand, explizit auch nach 1933 als „nichtnationalsozialistische Zeitung“ galt, aber weiterhin vom deutschen Staat finanziert wurde.

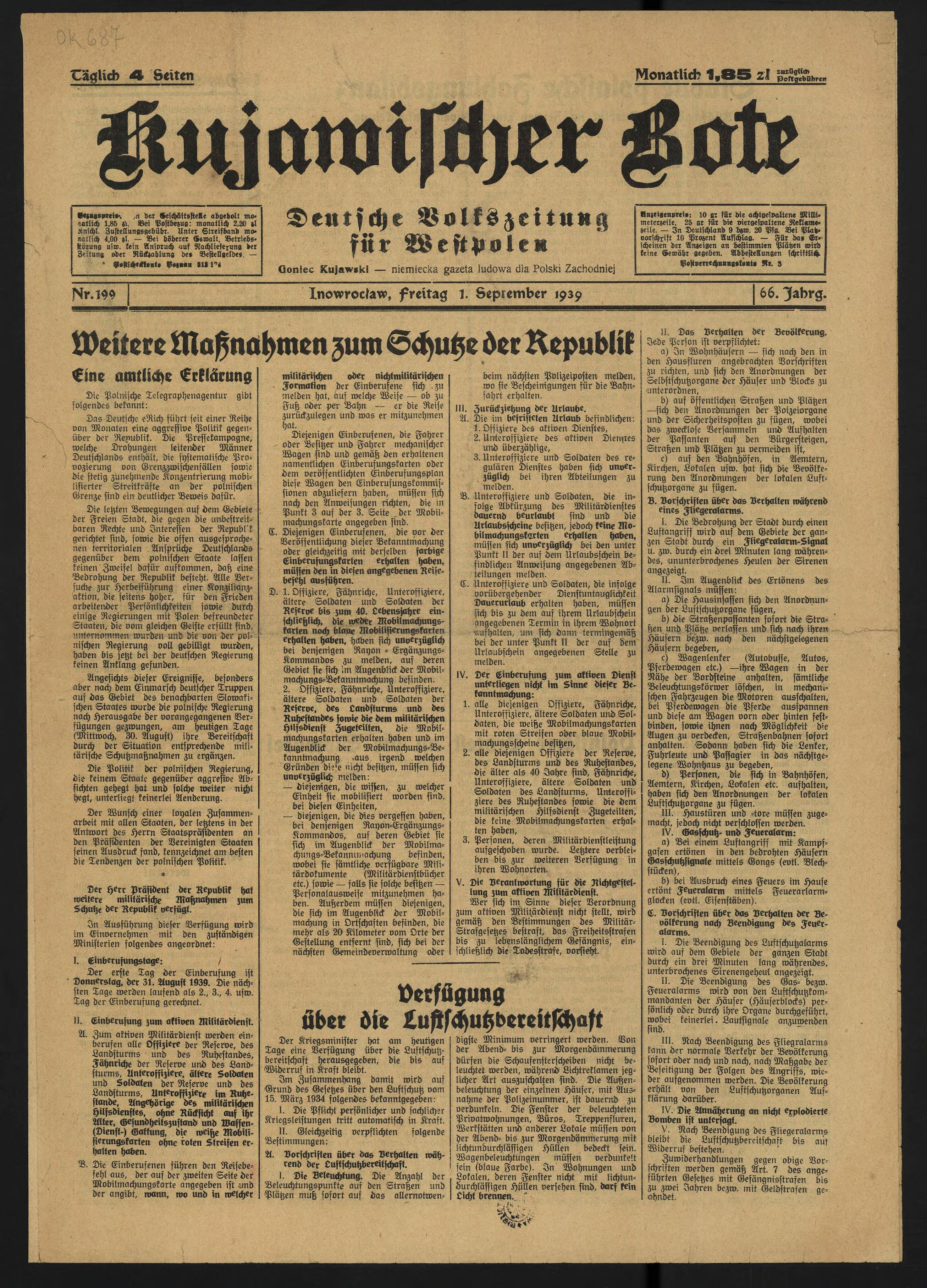
Titelseite Kujawischer Bote vom 1. September 1939

Im Gegensatz zu anderen deutschsprachigen Zeitungen in Polen, musste der Kujawische Bote nach Abschluss des Hitler-Stalin-Paktes im August 1939 sein Erscheinen nicht sofort einstellen. Allerdings unterlag auch die Redaktion des Kujawischen Botens danach einer noch strengeren Zensur und durfte unter anderem über die am 30. August 1939 erfolgte polnische Generalmobilmachung nichts veröffentlichen. Laut Anweisung der polnischen Behörden handelte es sich um „ergänzende militärische Schutzmaßnahmen“, aber um keine „allgemeine Mobilmachung“. Obwohl die Redaktion selbst zwei Tage später als der Krieg begann noch versuchte, sich weitestgehend an diesen verordneten Euphemismus zu halten, wurden die Druckerei von polnischen Sicherheitskräften in den Nachmittagsstunden des 1. September 1939 geschlossen, zahlreiche Mitarbeiter des Verlags verhaftet und mit vielen anderen Angehörigen der deutschen Minderheit in Polen in das Gefangenenlager Łowicz verschleppt. Darunter befand sich Hugo Kuss, faktisch der letzte Chefredakteur des Kujawischen Botens.
Am 8. September 1939 besetzte die Wehrmacht Inowrocław. Drei Tage später kam die Stadt zum deutschen Militärbezirk Posen und wurde erneut in Hohensalza umbenannt. Hugo Kuss wurde mit anderen deutschen Insassen des Lagers in Łowicz von der Wehrmacht befreit. Bereits ab dem 18. September 1939 erschien der Kujawische Bote wieder, nunmehr als Organ der deutschen Militär- und Zivilbehörden. Im Oktober 1939 wurde der Regierungsbezirk Hohensalza gebildet und dem neu geschaffenen Reichsgau Posen (ab 1940 Wartheland) angegliedert. Am 12. Dezember 1939 folgte die Umbenennung des Kujawischen Botens in Hohensalzaer Zeitung. Die Jahrgangszählung blieb jedoch bestehen, genauso wie der Redaktionssitz, der sich bis zur letzten Ausgabe in der Friedrichstraße 7 befand.
Dementsprechend geben polnische Historiker als Erscheinungsverlauf des Kujawischen Botens durchgehend 1874 bis 1945 an. Herausgeber der Hohensalzaer Zeitung blieb die Kujawischer Bote Druckerei und Verlag GmbH. Der Satzspiegel einer Seite betrug: Höhe 415 mm, Breite 271 mm. Die Zeitung erschien 6× wöchentlich und hatte ab 1940 eine Auflage von 35.000 Exemplaren. Verlagsleiter war Helmut Loeff und Hauptschriftleiter ab 1943 Hermann Strueb. Der Untertitel lautete nun: Die große Heimatzeitung für den Regierungsbezirk Hohensalza mit den amtlichen Bekanntmachungen. Die letzte Ausgabe trug die Nummer 18 (Jahrgang 72) und erschien am Wochenende 20./21. Januar 1945.
Vollständige Jahrgänge der Zeitung sind der Forschung nicht zugänglich. Deutsche Bibliotheken verfügen lediglich über einige wenige Exemplare und nur als Papierkopien. Den Räumungsbefehl für die deutsche Zivilbevölkerung im Wartheland erteilten die NS-Behörden erst am 20. Januar 1945. Nur einen Tag später besetzte die Rote Armee Hohensalza. Kurz vor der Flucht wurde das Archivmaterial der Stadt nebst 71 gebundenen Jahrgängen der Zeitung in einem 900 m tiefen Stollen eines Steinsalzbergwerks in Montwy rund 8 km südlich von Hohensalza verborgen. Der weitere Verbleib ist unbekannt. Mehrere originale Kujawischer Bote und Hohensalzaer Zeitung sind in der Stadtbibliothek von Inowrocław (Biblioteka Miejska im. Jana Kasprowicza w Inowrocławiu) einsehbar.

## Bekannte Mitarbeiter
- Hugo Kuss, Chefredakteur (gelegentlich auch Kuß geschrieben)
- Gustav Wagorwski, Chefredakteur
- Karl Olma, politischer Redakteur (bekannt als Michael Zöllner)
- Georg Streiter, politischer Redakteur (vorher Pressechef beim Senat der Freien Stadt Danzig)
- Helmut Loeff, Verlagsleiter
- Hermann Strueb, Chefredakteur
- Friedrich Ziemann, Lokalredakteur
- Arthur Spahn, Anzeigenleiter